# 영유아식

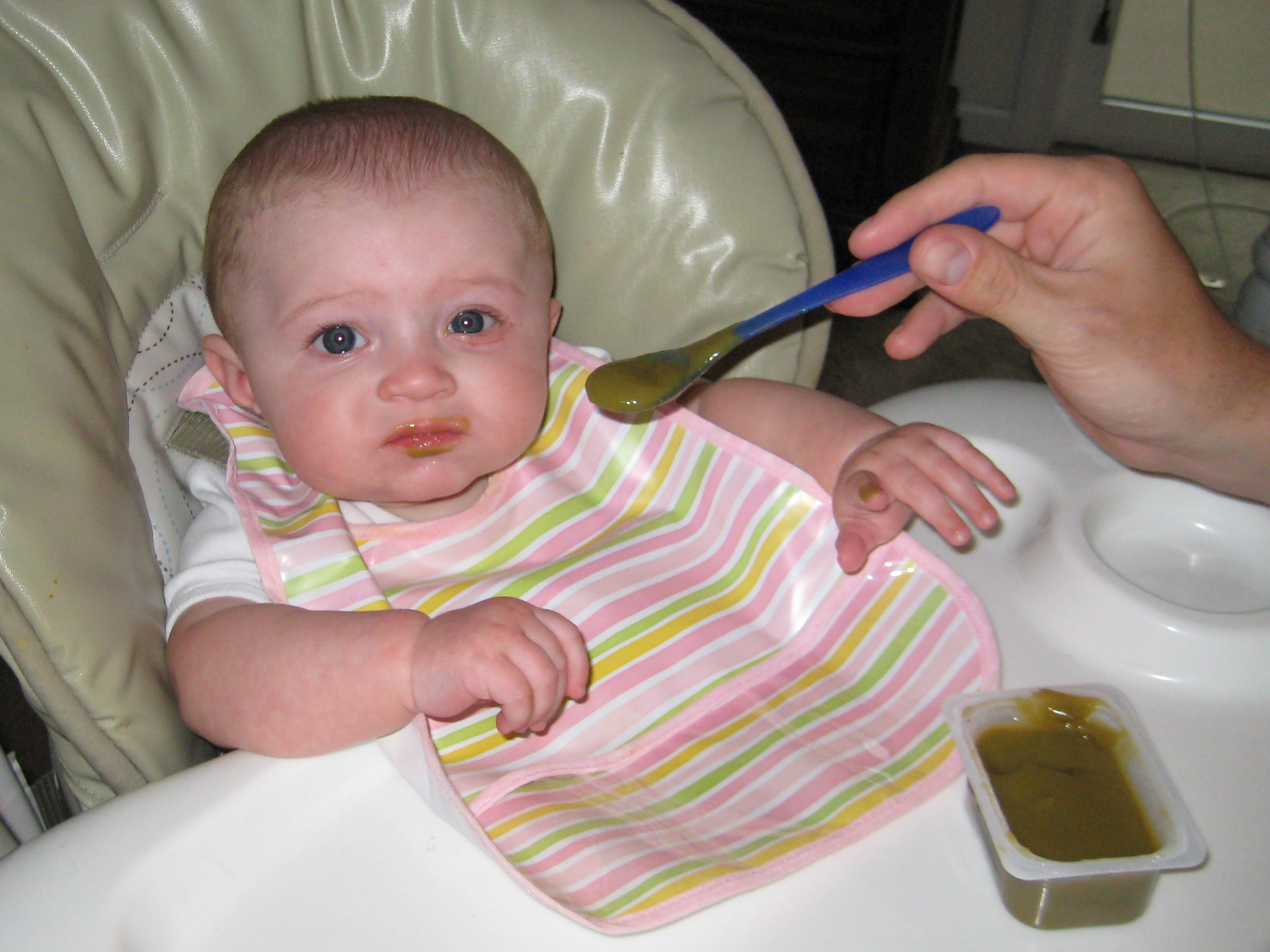
아기가 이유식을 먹는다.

영·유아식(영어: infant/baby food 베이비 푸드[*])은 영유아를 대상으로 한 식품이다. 이유식과 혼동할 수 있지만, 영·유아식은 영유아를 대상으로 한 가공 식품 전반을 가리키는 용어이다.

## 같이 보기
- 모유 수유
- 조제분유